# Christianisme non confessionnel
 (14 février 2025).
Le christianisme non confessionnel ou christianisme post-confessionnel est une appellation qui désigne certains mouvements ou organisations se réclamant du christianisme qui ne sont pas formellement affiliées à une confession chrétienne établie. L'expression "non-dénominationnel", plus proche de l'anglais, est aussi fréquemment utilisée.

## Histoire

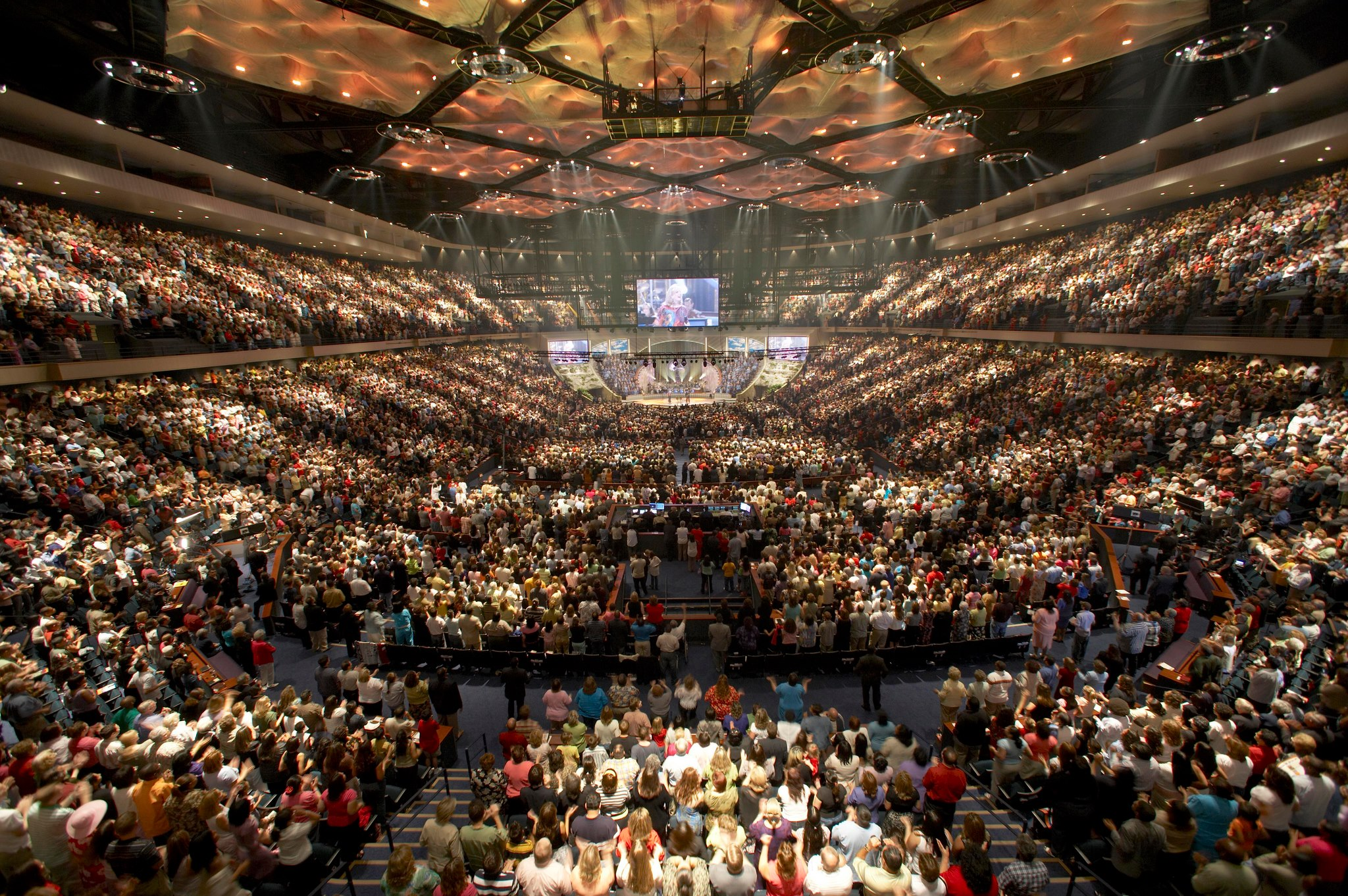
Service à Lakewood Church de Houston, aux États-Unis, une Église non confessionnelle, en 2013.

Les premières Églises (réputées) non confessionnelles apparaissent aux États-Unis dans le courant du XXe siècle, sous la forme d’Églises indépendantes. Elles connaissent une croissance significative qui continue au XXIe siècle, particulièrement aux États-Unis où, comptabilisées ensemble, elles réunissent en 2010 le troisième plus grand nombre de fidèles chrétiens,,. En Asie, notamment à Singapour et en Malaisie, ces Églises sont également de plus en plus nombreuses, depuis les années 1990.

## Caractéristiques

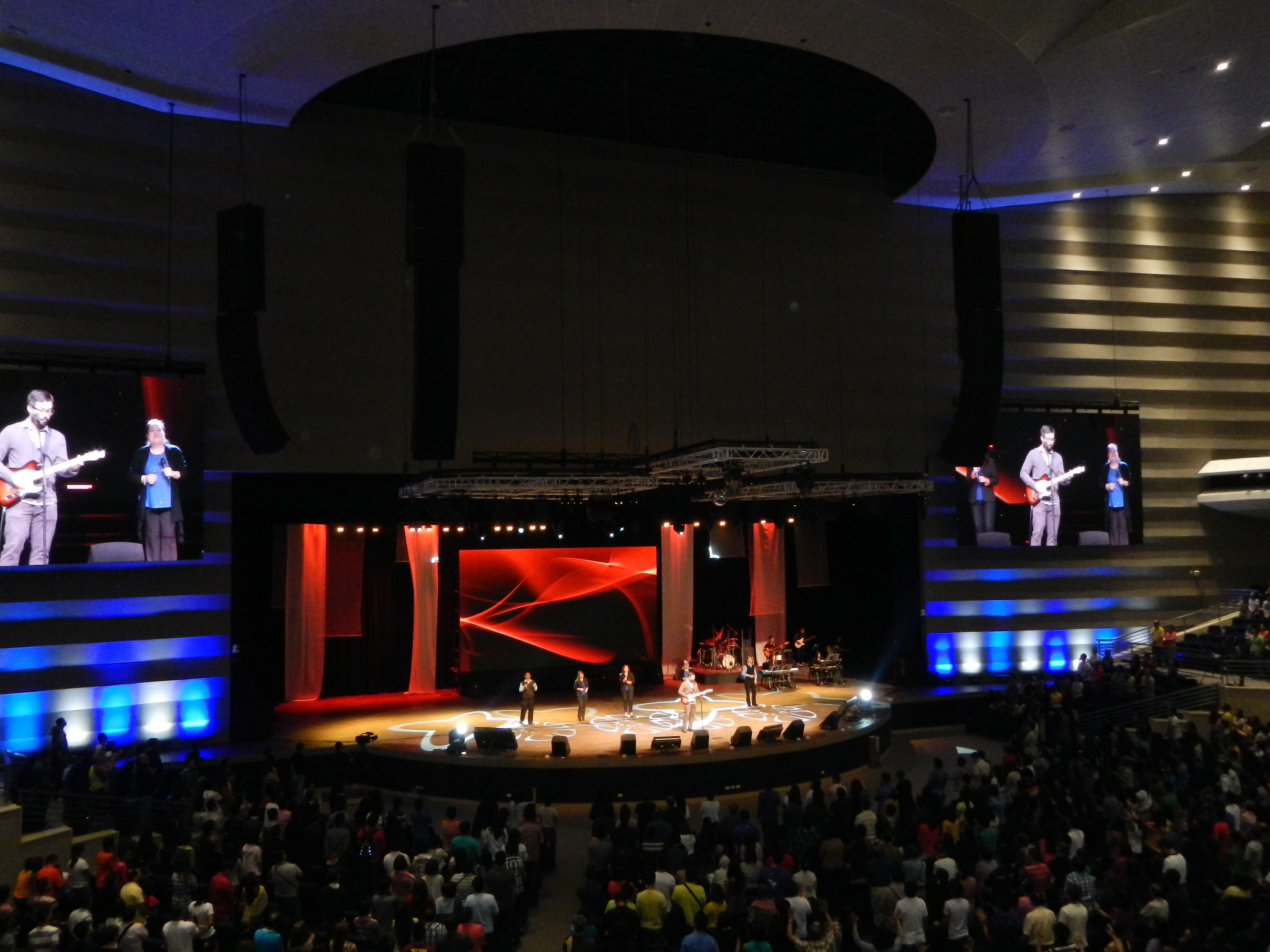
Service à Christ's Commission Fellowship de Pasig, aux Philippines, une Église non confessionnelle, en 2014.

La première caractéristique des Églises non confessionnelles est qu'elles ne sont pas affiliées à un courant confessionnel des mouvements chrétiens, soit par choix dès leur fondation, soit parce qu’elles se sont détachées de leur confession chrétienne d’origine dans leur histoire ou qu'on les a excommuniées. Cela ne les empêche pas d’être membres d’une union d’Églises.
La majorité des Églises non confessionnelles se réclament du mouvement évangélique, même certaines qui n’ont pas de partenariat formel avec d’autres églises évangéliques,,.
Les Églises du mouvement néo-charismatique utilisent souvent le terme « non confessionnel » pour se définir.
Certaines églises non dénominationnelles s’identifient uniquement au christianisme .

## Critiques
En 2011, le professeur évangélique américain Ed Stetzer a attribué à l’individualisme l’augmentation du nombre d’églises évangéliques qui se réclament du christianisme non dénominationnel .

## En relation avec leprotestantisme
Diverses confessions, revendiquant jusqu'à 500 millions d'adeptes dans le monde vers 2020, généralement réputées d'inspiration chrétienne protestante (plus souvent de la réforme radicale (anabaptisme, mennonisme, etc.), plutôt que des traditions réformée, congrégationaliste, luthérienne, presbytérienne ou méthodiste), récusent ou rejettent parfois leur affiliation au protestantisme :
- Unitarisme (vers 1550), (antitrinitarisme) (universalisme unitarien),
- Socinianisme (vers 1550), (libéralisme théologique)
- Assemblées de Frères de Plymouth (1820), Open Brethren (en) (1848), Exclusive Brethren (en) (1848),
- Millérisme (vers 1830), Adventisme (vers 1830-1840), Christadelphes (vers 1850), Église adventiste du septième jour (1863),
- Église de Jésus-Christ des saints des derniers jours (1830, mormonisme), Mouvements issus du mormonisme,
- Église chrétienne apostolique (nazaréene) (1830), de l'anabaptiste suisse Samuel Heinrich Fröhlich (en) (1803-1857)
- Église catholique apostolique (1832), Église néo-apostolique (1863), Pentecôtisme (vers 1901-1906), Liste de confessions pentecôtistes (en),
- Megachurchs (1860), Télévangélisme (1920),
- Étudiants de la Bible (1870), Amis de l'Homme (1916), Témoins de Jéhovah (1931),
- Science chrétienne (1879),
- Église presbytérienne non-confessante d'Irlande (1910),
- La Communauté des chrétiens (1922), de l'anthroposophe Rudolf Steiner (1861-1925)
- Grace Communion International (1933, Église Universelle de Dieu),
- Église de l'Unification (1954, secte Moon),
- Nouvelle réforme apostolique (néo-apostoliques, 1960), (troisième vague du Saint-Esprit),
- Renouveau charismatique (première vague, néo-pentecôtiste, 1950),
- Mouvement charismatique évangélique (deuxième vague, 1965), dont Église universelle du Royaume de Dieu (1977)
- Mouvement néo-charismatique (troisième vague, 1980),
- Dominionisme (1980),
- Église du Dieu Tout-Puissant (1989), autour de Yang Xiangbin (1973-)
- Églises indépendantes chinoises (en)
- Églises indépendantes japonaises (en)
- Jésuisme (en)
- Autres églises du christianisme non confessionnel, églises locales (en), églises domestiques, Mukyōkai...

## En relation avec lecatholicisme
- Petite Église (contre le concordat de 1801 en France, 1801-1911)
- Fondamentalisme chrétien, Intégrisme, Catholicisme traditionaliste, Crise moderniste (1902)
  - Personnages marquants : Michel-Louis Guérard des Lauriers (1898-1988), Joaquín Sáenz y Arriaga (1899-1976), Marcel Lefebvre (1905-1991), Lucian Pulvermacher (1918-2009), Richard Williamson (1940-2025), Bernard Fellay (1958-)
- Sédévacantisme (actif dès Vatican I, réactivé après Vatican II), Sédéprivationnisme, Conclavisme
  - Église vieille-catholique (1870), Église catholique nationale (de) (1873-1907, Genève)
  - Église catholique française (1831-1843) autour de Ferdinand François Châtel (1795-1857), Église catholique nationale polonaise (1897)
  - Union catholique internationale d'Utrecht, ou Union d'Utrecht (UU) ou Église vieille-catholique, Déclaration d'Utrecht (1889), Conférence internationale des évêques vieux-catholiques (en)
  - Feeneyisme (en) (hérésie de Boston), Leonard Feeney (1897-1978), Monastère de la Très Sainte Famille (1967)
  - Église chrétienne palmarienne des Carmélites de la Sainte-Face (1978), Ancienne église colombienne (es)
  - Église catholique nordique (de) (1999, Norvège), Église vieille-catholique nord-américaine (de) (2007)
- Liste des communautés utilisant la messe tridentine (en)
- Mouvement catholique libéral (en), Église catholique libérale (ECL, 1916), James Ingall Wedgwood (1883-1951), rite libéral (en)
- Églises catholiques indépendantes, mouvement sacramentel indépendant (en), Liste des confessions catholiques indépendantes (en)
  - Église indépendante des Philippines (1902), Apôtres de l'amour infini (1962), Armée de Marie (1971), Église gallicane, tradition apostolique de Gazinet (2000)
  - Pierre Martin Ngo Dinh Thuc (1897-1984), Michel Collin (Clément XV) (1905-1974)
- Antoinisme (1910)

## En relation avec lechristianisme orthodoxe
- Liste des Églises orthodoxes (principales, autocéphales, autonomes)
- Église orthodoxes indépendantes non reconnues, dont Orthodoxes vieux-calendaristes, Orthodoxes vieux-croyants, Orthodoxie de rite occidental, Vrais chrétiens orthodoxes (en)